# Zimne Kąty
Zimne Kąty (niem. Kaltfuhr, Kaltvorwerk) – część wsi Rudziczka w Polsce położona w województwie opolskim, w powiecie prudnickim, w gminie Prudnik. Historycznie leży na Górnym Śląsku, na ziemi prudnickiej. Przepływa przez nią potok Meszna.
W latach 1975–1998 część wsi położona była w województwie opolskim.

## Historia

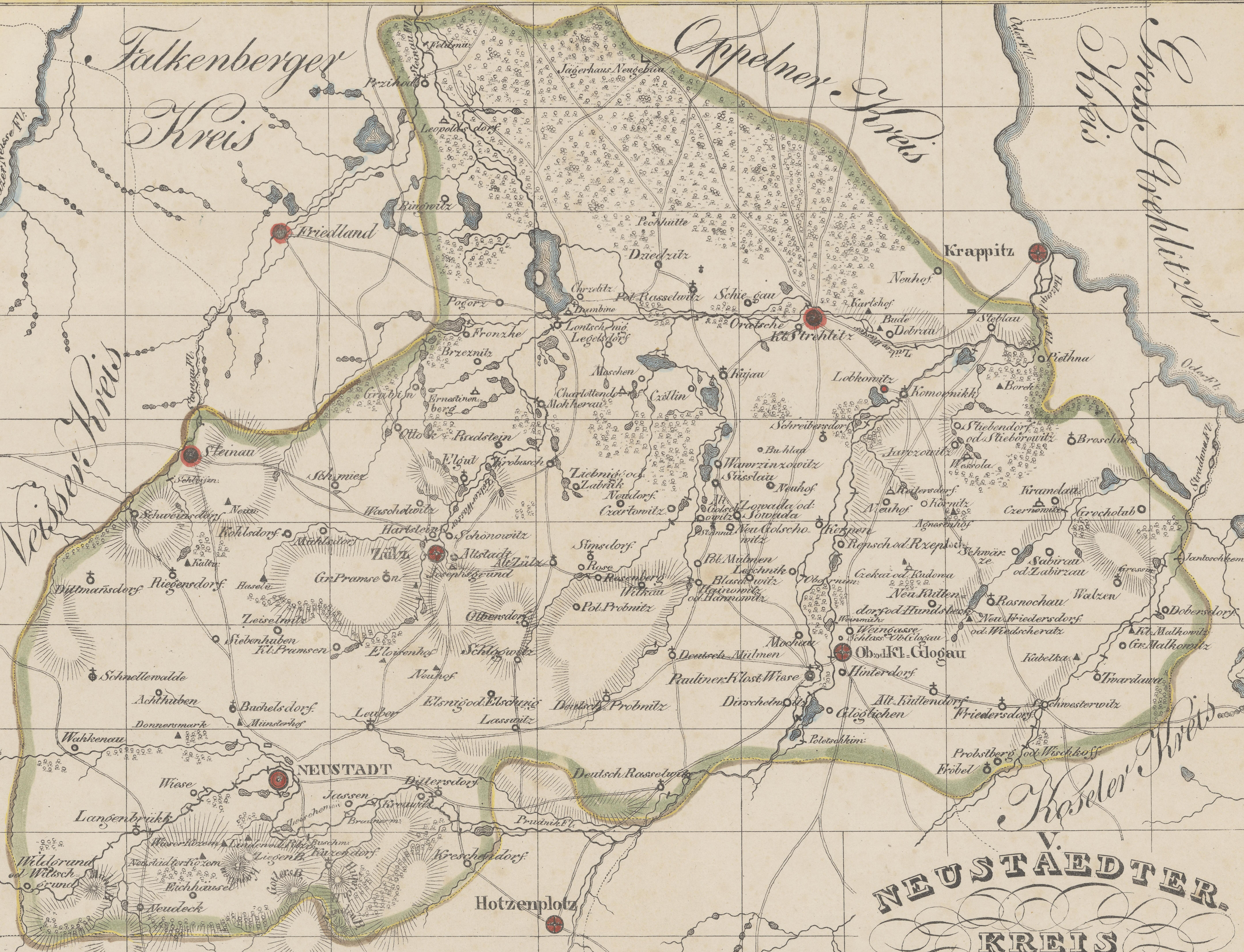
Zimne Kąty (Kaltv) wśród miejscowości ziemi prudnickiej na mapie z XIX wieku

Na terenie Zimnych Kątów znajdował się zamek, zburzony w czasach PRL-u.

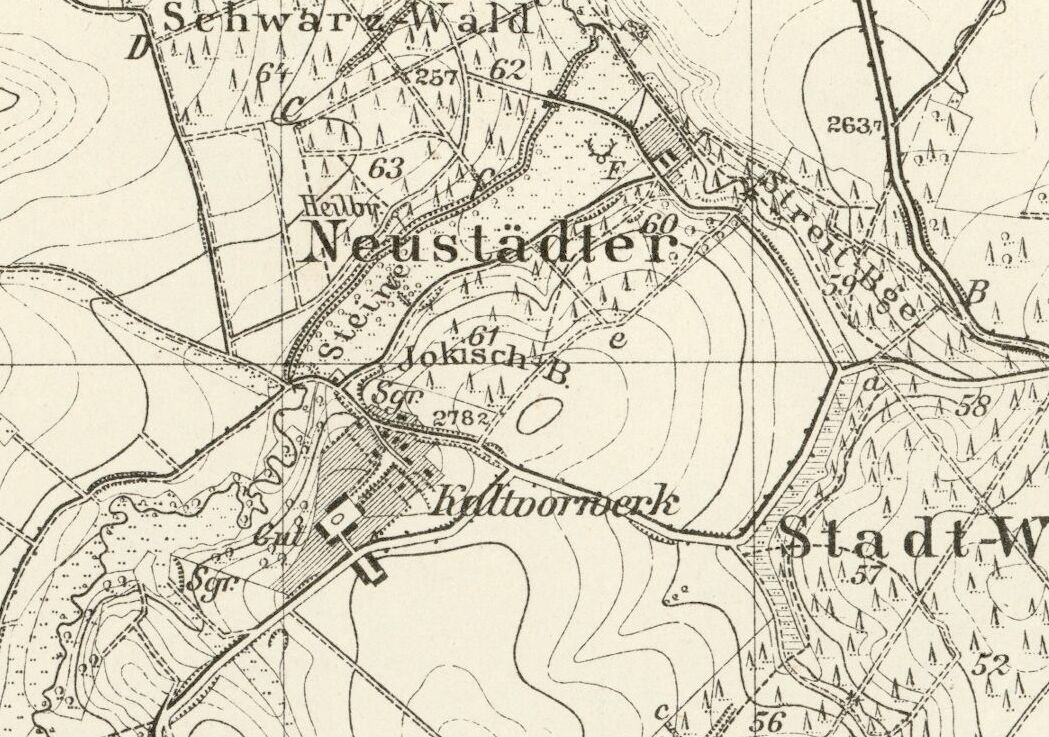
Zimne Kąty na mapie z 1930

Do 1742 wieś należała do powiatu sądowego prudnickiego w Monarchii Habsburgów. Po I wojnie śląskiej znalazła się w granicach Królestwa Prus i weszła w skład powiatu prudnickiego w prowincji Śląsk. Po wojnach pruskich i napoleońskich miasto Prudnik było zadłużone. Z tego powodu w 1819 sprzedało Zimne Katy kupcowi Höhlmannowi ze Świdnicy.
Według Meyers Gazetteer Zimne Kąty były zamieszkiwane przez 36 osób. W 1921 w zasięgu plebiscytu na Górnym Śląsku znalazła się tylko część powiatu prudnickiego. Zimne Kąty znalazły się po stronie zachodniej, poza terenem plebiscytowym.

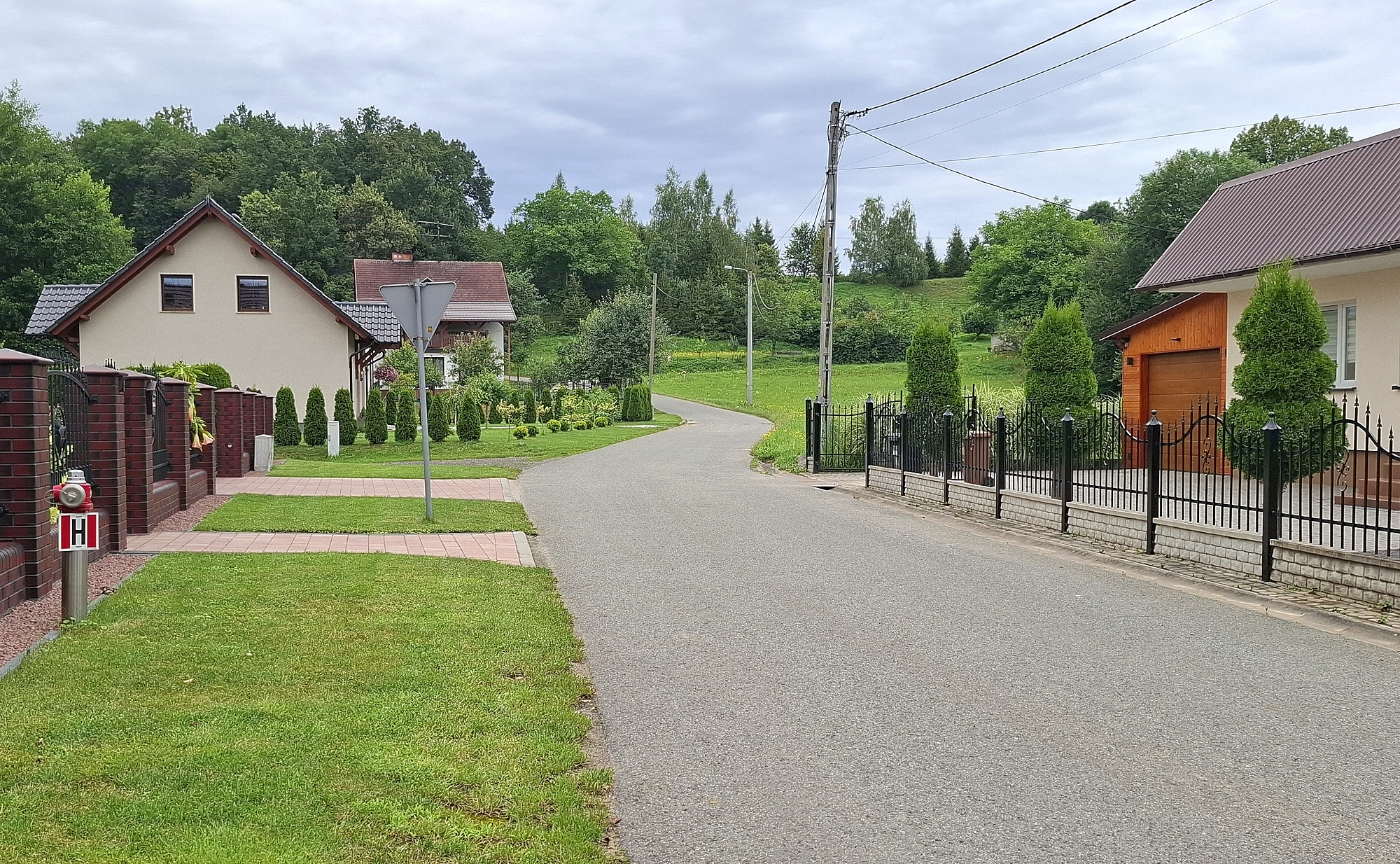
Droga z Rudziczki do Zimnych Kątów

15 grudnia 1949 r. nadano miejscowości, wówczas administracyjnie związanej z Rudziczką, polską nazwę Zimne Kąty. Według podziału administracyjnego województwa opolskiego na dzień 31 sierpnia 1964, Zimne Kąty, jako przysiółek Rudziczki, należały do gromady Rudziczka. W latach 1959–1967 w Zimnych Kątach funkcjonowała Szkoła Rolniczo-Gospodarcza z internatem. W opracowanej w 1971 przez Powiatowy Inspektorat Statystyczny w Prudniku Statystycznej charakterystyce miejscowości w gromadach powiatu prudnickiego, miejscowość została wymieniona pod nazwą Zimne Kąty.
W 2002 odbudowana została droga łącząca Zimne Kąty z Rudziczką. Do 1 stycznia 2006 miejscowość była osadą. Zgodnie z rozporządzeniem z 27 grudnia 2005, 1 stycznia 2006 miejscowość stała się częścią wsi Rudziczka.